# Estratégia organizacional
O termo estratégia é um conceito militar bastante antigo, definido pela aplicação passa pela mobilização de recursos para atingir objectivos, definindo um plano para o futuro.

## Conceito
O termo estratégia tem a sua origem na guerra, derivando etimologicamente da palavra grega strategos que se entende como "a arte do general". Ao termo estratégia estão associados alguns outros conceitos que nos auxiliam a definir e a compreender o seu âmbito de actuação. Por ser "a arte do general"  não tem que ser necessariamente generalista mas deverá ser suficientemente abrangente para se distinguir da "táctica", ou seja, a estratégia tem um maior alcance, é mais duradoura e movimenta maiores recursos. Sobretudo, as acções estratégicas dirigem-se directamente aos objectivos políticos. Assim a estratégia não é mais que a forma de emprego dos diferentes recursos que a organização dispõe, de modo a atingir os objectivos definidos pela política dessa organização, tendo sempre em conta o "opositor".
A estratégia envolve decisões sobre as metas/objetivos a curto, médio e longo prazo, a distribuição dos recursos para atingir as metas e as tarefas críticas a desempenhar para atingir os objectivos.
Enquanto processo, a estratégia diz respeito ao modo como programamos as actividades da organização para a consecução dos objectivos definidos pelas políticas da organização.
São inúmeras as possíveis divisões do termo "estratégia" bem como a possibilidade de agrupá-las. A divisão mais clássica divide a estratégia segundo três áreas de actuação: a estratégia estrutural, a estratégia operacional e a estratégia genética. A estratégia estrutural é a que permite conceber a estrutura da organização a partir dos conceitos definidos pela política dessa organização tendo em conta os recursos disponíveis e o ambiente exterior; a estratégia operacional é a que estabelece os objectivos que as acções práticas (do domínio da táctica) vão concretizar; a estratégia genética (apenas ao alcance das grandes organizações) que permite desenvolver actividades que concretizem ideias (por exemplo no campo da investigação). 
Mas existem outras formas de ver a estratégia designadamente no campo da estratégia organizacional: estratégias pretendidas, as que são explicita e formalmente planeadas, as estratégias realizadas, as que emergem de um série de decisões tomadas e implementadas, estratégias não-realizadas, que foram planeadas mas não implementadas, e estratégias retroactivas que dizem respeito a um conjunto de decisões que podem ser designadas a posteriori como sendo estratégicas, embora não tenham sido formuladas como tal.

## Atributos básicos da estratégia organizacional
O alinhamento interno da organização- entendido como a consistência no que se refere a processos, acções, informações e decisões entre as suas diferentes unidades funcionais;
O posicionamento da organização no seu ambiente, condição sine qua non para a sobrevivência em ambientes competitivos, como o é a maioria dos ambientes de actuação das organizações de hoje;
A visão de longo prazo, que proporciona maiores condições para a manutenção da coerência da organização ao longo do tempo.

## Evolução do pensamento sobre estratégia organizacional
Na evolução do pensamento sobre estratégia organizacional podemos distinguir dois momentos: o momento do posicionamento e o momento do movimento.
No primeiro momento a estratégia organizacional pressupõe uma adaptação ao meio envolvente para deste modo adquirir uma posição dominante e proceder seguidamente à sua defesa. Este momento inicia-se com a análise das oportunidades, ameaças, pontos fortes e fraquezas (análise SWOT). 
O segundo momento da estratégia organizacional assume-se como uma ruptura, colocando em evidência uma estratégia centrada na intenção e no movimento. Neste segundo momento, a estratégia visa essencialmente à transformação permanente do jogo concorrencial e da própria empresa.entre outras situações que não serão irrelevantes apontar pois não houve estudo o suficiente para esta pesquisa

## Movimento do posicionamento

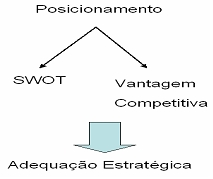
Momento do posicionamento.

A sua filosofia de base era a adequação estratégica, o que pressupunha dois princípios fundamentais: 
para assegurar a sua sobrevivência a empresa necessita de se adaptar à sua envolvente; 
para ter sucesso a empresa deve construir uma vantagem competitiva e seguidamente defendê-la. 
Esta corrente de pensamento estrutura-se à volta de dois conceitos chave: a análise SWOT e a vantagem competitiva.

### Análise SWOT
A análise SWOT (Strengths/Weaknesses/Opportunities/Threats) é um modelo que visa ao diagnóstico das forças e fraquezas internas, bem como as oportunidades e as ameaças externas, para formular uma estratégia.

### Vantagem competitiva
Michael Porter começa por precisar as modalidades de análise de um sector de actividade. Trata-se de compreender com precisão os contornos e os determinantes do jogo concorrencial no seio de uma indústria (ou sector de actividade), de modo a identificar os factores chave de sucesso e o binário rentabilidade/risco. Por outro, a noção de grupos estratégicos alerta-nos para formas concorrenciais diferenciadas, no seio de uma indústria. Em segundo lugar propõe as estratégias genéricas (ou as grandes estratégias) que conduzem a uma posição dominante, o que nos remete para as três formas principais de criação de valor: a dominação pelos custos, a diferenciação e a focalização. 
Finalmente, a cadeia de valor (outro dos instrumentos propostos por Michael Porter) permite-nos compreender como uma empresa constrói a sua estratégia e a sua vantagem competitiva (no seguimento da escolha de uma estratégia genérica), sem perder o controlo e a coerência da cadeia de valor.

## Momento do movimento

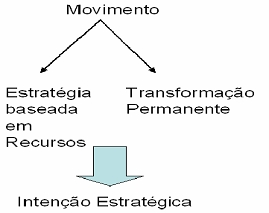
Momento do movimento.

A ideia de hipercompetição parte do pressuposto que uma vantagem competitiva está condenada a deteriorar-se e que a possibilidade de defesa de uma posição é completamente ilusória. A velocidade da evolução da concorrência e dos mercados é de tal ordem que torna a envolvente muito instável, (turbulenta) de modo que a única "posição defensável" é o movimento, com o objectivo central de viver a perturbação, em permanência.
A empresa deverá, para ser bem sucedida, conciliar, por um lado, vantagens competitivas múltiplas e não duráveis, e por outro lado, o principal objectivo da estratégia não é mais a adaptação às condições da concorrência, mas a sua transformação e renovação. Com efeito, a intenção leva-nos a considerar que uma posição concorrencial não é nem durável nem defensável e que a única solução consiste em mudar a posição antes que a concorrência tome a iniciativa.

### Estratégia baseada em recursos
Wernerfelt (1984) define recurso como “qualquer coisa que pode ser pensado como um ponto forte ou uma fraqueza de uma empresa”. Segundo ele, as organizações conseguem uma vantagem competitiva ao adquirirem ou desenvolverem recursos superiores ou uma combinação de recursos superior. Deste modo o objectivo de uma empresa consiste em obter ou organizar recursos que sejam superiores aos dos seus concorrentes. De acordo com esta perspectiva, conhecida como Visão baseada em recursos, as competências distintivas da empresa baseiam-se nos seus recursos e capacidades, que podem ser representados por activos tangíveis, tais como sistemas de distribuição, invenções patenteadas ou economias de escala ou por activos intangíveis, tais como reputação, imagem de marca ou o potencial dos recursos humanos. 

### Transformação Permanente
A era da transformação necessita de uma organização capaz de perseguir objectivos que mudam, e de se reposicionar rapidamente no tempo. Mesmo a plataforma estratégica se torna instável, só sendo permanente a mudança. A empresa é comparada a um ser vivo, que muda e evolui constantemente. As empresas disputam, essencialmente, zonas de lucro. Para ocupar estas zonas de lucro, cada empresa baseia-se numa “configuração estratégica”. A configuração estratégica deverá centrar-se sobre o cliente e não somente sobre os recursos e competências da empresa. A necessidade do cliente deverá determinar a cadeia de valor e não o inverso.
Esta postura obriga-nos a organizar a escuta permanente dos clientes para obter uma vantagem competitiva. Antecipa-se a qualidade. A antecipação da qualidade consiste em inovar, para desenvolver um produto, um serviço que satisfaça as necessidades actuais e futuras dos consumidores.

## Dimensões para a avaliação da estratégia organizacional
A estratégia organizacional pode ser analisada sob três diferentes perspectivas ou, dimensões para avaliação: formalização da estratégia, enfoque estratégico e implementação da estratégia.

### Enfoque estratégico
Visa a identificar a existência dos três atributos relacionados com a estratégia na organização, independentemente desta estar ou não formalizada.

### Formalização da estratégia
Nesta dimensão a estratégia organizacional deve estar formalizada através de documentos. A evidência da existência de estratégia formalizada na organização é: a missão da organização, visão de futuro, valores organizacionais, objectivos/metas estratégicos e políticas da organização (de meio ambiente, da qualidade, entre outras).

### Implementação da estratégia
Pretende-se verificar a implementação da estratégia ao longo da estrutura da organização. 

## Outras dimensões da estratégia: o factor ambiental
Actualmente, em função da pressão dos sectores da sociedade e da legislação específica sobre o assunto, os aspectos relacionados ao meio ambiente têm ganho presença no negócio da empresa. Não agredir, sujar ou poluir está na agenda de muitas empresas que, para tanto, aumentam investimentos no controlo da poluição, reciclagem dos resíduos gerados, recuperação de áreas degradadas e outras acções nessa direcção. 
Arango-Alzate cita alguns autores como Porter, que defende a possibilidade da existência de uma indústria “verde” e obter competitividade ao mesmo tempo. Argumenta que, ao responder às exigências ambientais com criatividade e pró-atividade, as companhias não só eliminam o desperdício fazendo um uso mais eficiente dos recursos materiais, como também, muitas vezes, melhoram o processo de produção, diminuem custos e produzem bens de melhor qualidade.